# Дадухе
Дадухе, або річка Даду (кит.: 大渡河; піньїнь: Dàdù Hé; Вейд-Джайлз: Tatu Ho), — велика річка, розташована переважно в провінції Сичуань на південному заході Китаю. Дадухе витікає зі східного Тибетського плато в Сичуанську западину, де з'єднується з річкою Міньцзян, притокою річки Янцзи.
На Дадухе будується гребля для ГЕС Шуанцзянкоу, яка, як очікується, буде найвищою греблею у світі.

## Географія

### Витік
Під назвою Дадухе річка бере свій початок у повіті Даньба і закінчується у повіті Лешань, де вона зливається з Міньцзян. Однак справжнє джерело Дадухе і всієї річкової системи Міньцзян розташоване у провінції Цінхай на сході Тибетського плато. У цьому регіоні є кілька верхів'їв Дадухе з майже однаковою довжиною, що призвело до конкуруючих заяв на справжній витік Дадухе. У 2013 році Академія наук Китаю оголосила, що вони знайшли географічне джерело Даду на сході повіту Дарлаг (33°23′16″ пн. ш. 100°17′32″ сх. д. / 33.38778° пн. ш. 100.29222° сх. д.). Ці верхів'я (спрощ.: 马尔曲; піньїнь: Mǎ'ěr Qū) — притока Марког (спрощ.: 玛柯河; піньїнь: Mǎkē Hé), одна з двох основних верхніх русел Дадухе поряд із Даркогом (спрощ.: 杜柯河; піньїнь: Dùkē Hé).

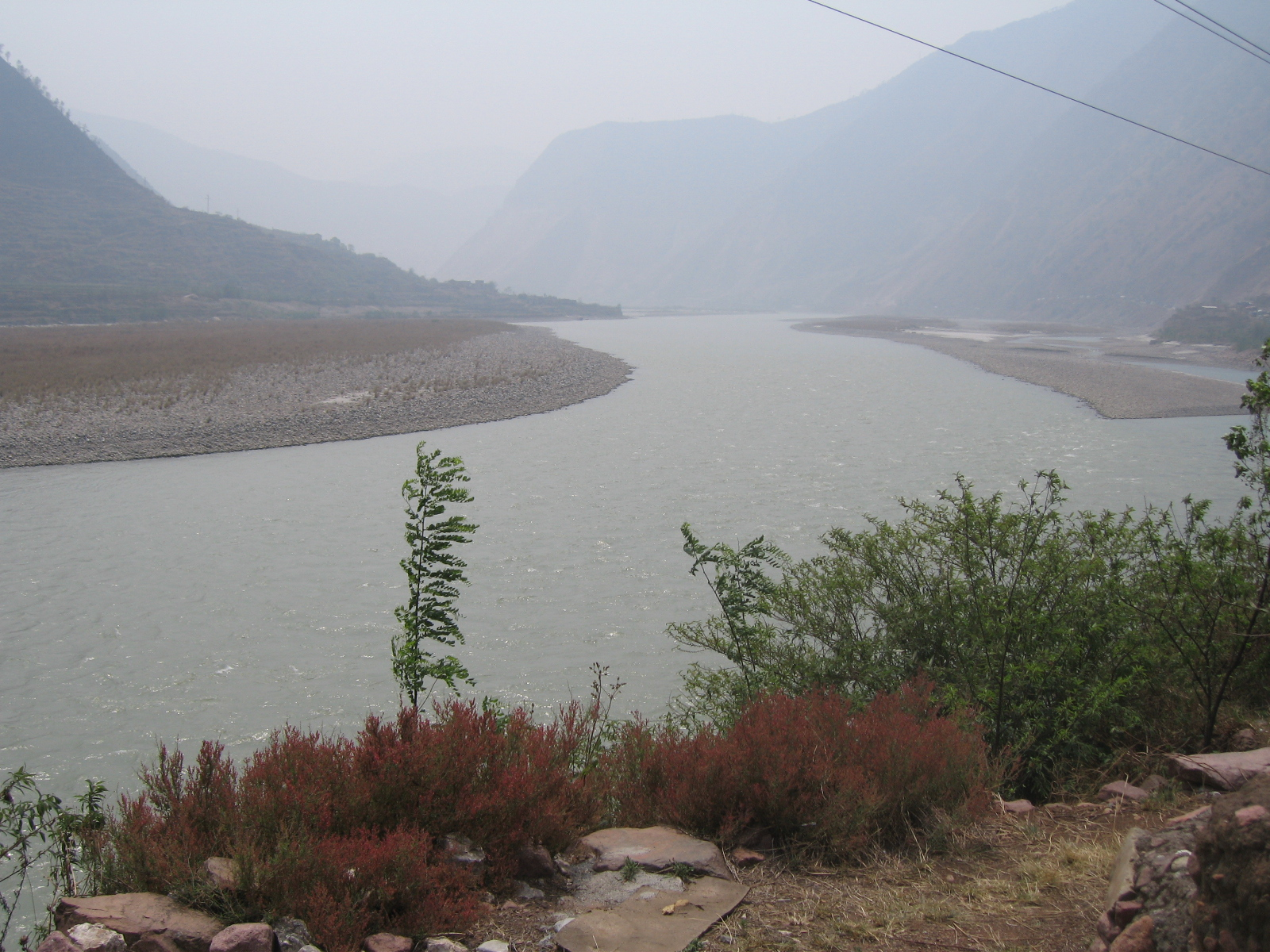
Річка Даду в Ханьюані

Від справжнього витоку річки Дадухе в Цінхаї до впадіння річки Міньцзян в Янцзи довжина всієї системи річки Міньцзян-Дадухе становить 1279 км.

### Течія
Річка Дарког на заході та річка Марког на сході течуть на південний схід від гір Баян-Хара-Ула у Цінхаї у напрямку до провінції Сичуань. Два русла зливаються в префектурі Нгава і продовжуються на південь як Дацзіньчуань (спрощ.: 大金川; піньїнь: Dàjīn Chuān; літ.: 'Велика золота річка'). Тут річка протікає між горами Дасюе на заході та горами Цюнлай на сході. У повіті Даньба вона зливається з Сяоцзіньчуань (спрощ.: 小金川; піньїнь: Xiǎojīn Chuān; літ.: 'Маленька Золота Річка') і разом вони стають річкою Дадухе. Дадухе продовжує рух на південь через Людін, далі повертає на схід на Шимянь. На схід від Ханьюань Дадухн входить у однойменний каньйон (спрощ.: 大渡河峡谷; піньїнь: Dàdùhé Xiágǔ), перш ніж дістатися до низовини Сичуанської западини трохи нижче гори Емейшань.
Дадухе зливається з притокою Цін'ю, а далі зустрічається з Міньцзян у повіті Лешань. На місці злиття Дадухе з Міньцзян Дадухе має як об'ємніший потік води, так і більшу загальну довжину, тому вважається справжнім початковим руслом річкової системи Міньцзян. Від місця злиття двох річок Міньцзян протікає ще 120 км до зустрічі з Янцзи в Їбіні.

## Історія

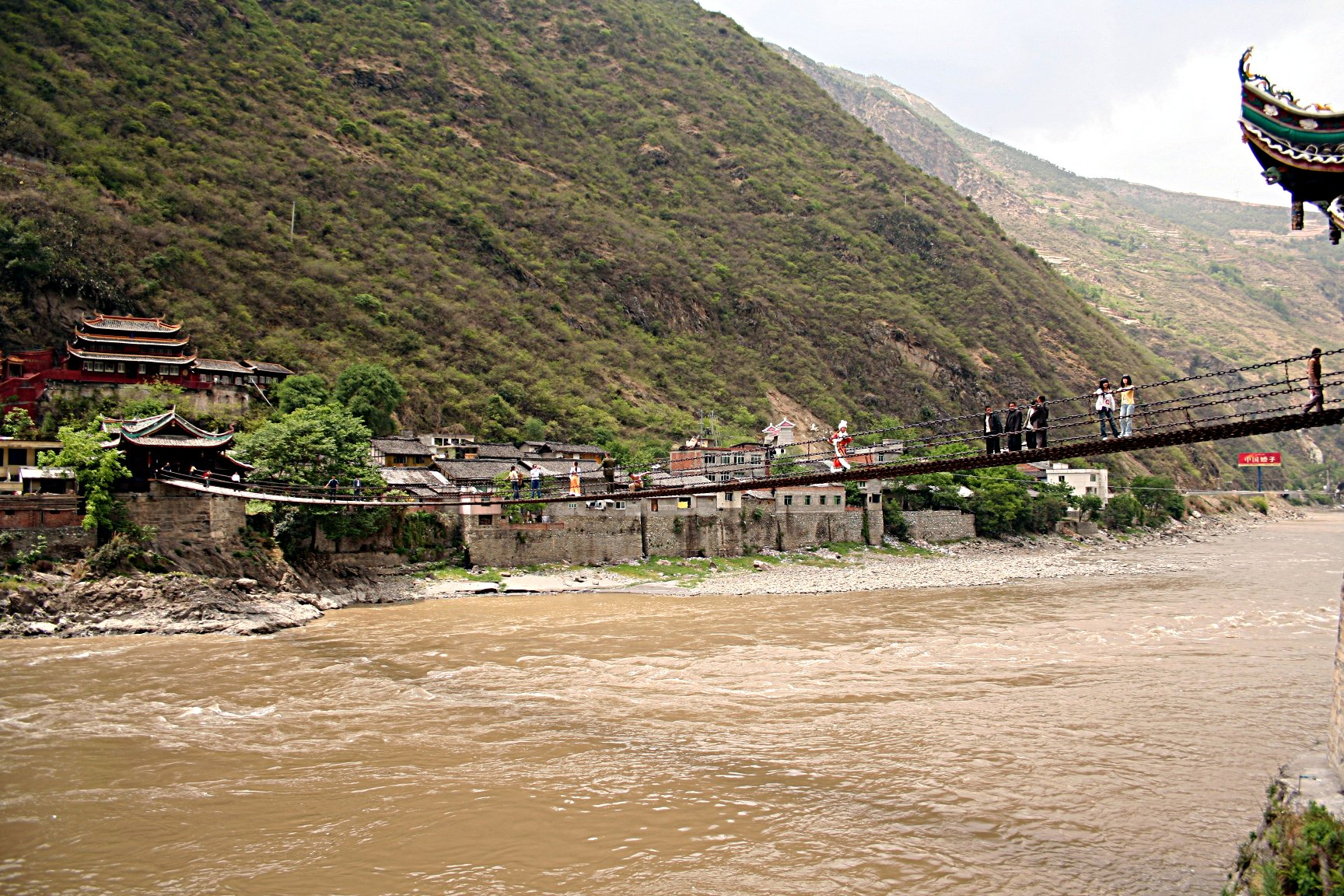
Міст Людін

Дадухе є місцем переходу між традиційним Тибетом на заході та історичним Китаєм на сході. З цієї причини вона довгий час вважалася прикордонним регіоном і бачила багато конфліктів. Для тибетців Дадухе є частиною історичної провінції Кхам. У китайській традиції Дадухе формує найзахіднішу частину сичуанської культури. Кандін, історичний торговий пункт між Тибетом і Китаєм, знаходиться в басейні річки Дадухе.
Верхній басейн річки Дадухе традиційно складається з 18 князівств Ґялронґ, мова яких, ґялронзька, є окремою гілкою Тибето-бірманської мовної сім'ї.
Гігантська статуя Будди в Лешань, завершена у 803 р. н.е — велика статуя, висічена у скелі біля місця злиття річок Дадухе та Міньцзян. Сьогодні статуя є популярною туристичною визначною пам'яткою.
Землетрус Кандін-Лоудін 1786 року призвів до утворення греблі і завального озера на Дадухе. Через десять днів, 10 червня 1786 р., гребля прорвалась, і повінь, що виникла, поширилася на 1400 км нижче за течією, вбивши до 100 000 людей. Це друга за кількістю смертей катастрофа, спричинена зсувом.
У 20 столітті Дадухе прославився мостом Людін, історично важливим мостом, який перетинала Китайська Червона Армія, відступаючи від військ Гоміндану протягом Великого походу китайських комуністів.

### Греблі
Дадухе значною мірою розробляється насамперед для гідроелектростанцій. Станом на березень 2014 року загалом 26 гребель було завершено, будувалися або планувалися для річки.